# كليمنتين أميرة أورليان
كليمنتين أميرة أورليان (بالفرنسية: Clémentine d'Orléans) (6 مارس 1817 - 16 فبراير 1907) كانت الابنة الصغرى لملك فرنسا لويس فيليب الأول وزوجته ماريا أماليا من نابولي وصقلية، وهي والدة فرديناند الأول ملك بلغاريا.